# 千帆 (人工衛星)
千帆（せんほ、中国語:千帆、英語:Qianfan）は、現在(2024年)整備中の中華人民共和国の通信衛星コンステレーションである。千帆星座(北京語：Qiānfān xīngzuò)、スペースセイル・コンステレーションン(Spacesail Constellation)、またはG60スターリンクという名で呼ばれる場合もある。上海スペースコムサテライトテクノロジー社（SSST）によって構築中の、全世界的なインターネットサービスを提供するための、低軌道メガ衛星コンステレーションである。このプロジェクトは、スペースX社によって設置中のスターリンク衛星コンステレーションのライバルとして、2024年に開始され、プロジェクト終了までに15,000を超える衛星を打上げる計画である。

## 沿革

### 2023年
「千帆」(Thousand Sails)計画は、2023年11月20日に初めて発表された「上海における商業航空宇宙開発促進および宇宙情報産業ハイランド創出のための行動計画（2023-2025）」計画の策定から始まった。上海市政府は、当初「G60スターリンク」と呼ばれていたこのプロジェクトの建設資金として67億中国元（9億4300万ドル）を調達した。
このメガ衛星コンステレーション用の最初のフラットパネル衛星は、2023年12月に組み立てられた。衛星設備は、上海政府公営の上海格思信息技术有限公司(Shanghai Gesi Aerospace Technology）に発注された。

### 2024年
2024年8月6日午前6時42分(UTC)、このプロジェクトを構成する最初の18機のフラットパネル衛星が、長征6Aロケットを使用して打ち上げられた。これは、2024年の中国の35回目の軌道打ち上げであった。ロケットは山西省北部の太原衛星発射センター(TSLC)から打ち上げられ、一度に18機の衛星が極軌道に投入された。中国科学院(CAS)と中国航天科技集団(CASC)は、どちらもこの宇宙ミッションは「完全な成功」だったと発表した。しかし、アメリカ宇宙コマンド(SPACECOM)は、18機の衛星の打ち上げ直後に長征6Aロケットの上段が分解し、「低軌道に300個を超える追跡可能なデブリ」のクラウドができたと発表した。

### 今後の予定
中国国営中国中央テレビジョンの報道によると、中国はコンステレーション構築の第1段階の1,296機の衛星のうち、2025年末までに648機を打ち上げる計画である。完成したブロードバンドマルチメディア衛星メガコンステレーションは、15,000機以上のインターネット衛星で構成される。このうち108機の衛星は、2024年中にそれぞれ36機と54機のインターネット衛星を別々に打ち上げて配備される予定で、「Ku、Q、V」周波数帯(バンド)で運用される。
このシステムには、限定された周波数と軌道スロットを付加し、データセキュリティも提供する予定である。中国人民解放軍(PLA)は、このメガコンステレーションを軍事目的に使用する意向を表明した。これは、ロシアのウクライナ侵攻中に、ウクライナ軍がスターリンクを通信に利用したのと同様の使用法である。

## 衛星リスト
| 衛星名                                                                                | 打上げ日                 | 軌道                | 近点遠点高度 | 軌道傾斜角 | SATCAT       | COSPAR ID            | 射場 | 打上げ機     | 現況   |
| ------------------------------------------------------------------------------------- | ------------------------ | ------------------- | ------------ | ---------- | ------------ | -------------------- | ---- | ------------ | ------ |
| 千帆極軌01組(Qianfan Jigui 01)01～18                                                  | 2024年8月6日 06:42 UTC   | 極軌道(Polar orbit) | 813 km       | 89.0°      | 60379～60396 | 2024-140A～2024-140T | 太原 | 長征6号A     | 運用中 |
| 千帆極軌02組(Qianfan Jigui 02)01～18                                                  | 2024年10月15日 11:06 UTC | 極軌道(Polar orbit) | 813 km       | 89.0°      |              | 2024-185A～2024-185T | 太原 | 長征6号A     | 運用中 |
| 千帆極軌03組(Qianfan Jigui 03)01～18                                                  | 2024年12月15日 04:41 UTC | 極軌道(Polar orbit) |              | 89.0°      |              |                      | 太原 | 長征6号A Y22 | 運用中 |
| 千帆極軌06組(Qianfan Jigui 06)01～18                                                  | 2025年01月23日 05:11 UTC | 極軌道(Polar orbit) |              | 89.0°      |              |                      | 太原 | 長征6号A Y6  | 運用中 |
| 千帆極軌05組(Qianfan Jigui 05)01～18                                                  | 2025年03月11日 04:38 UTC | 極軌道(Polar orbit) |              | 89.0°      |              |                      | 海南 | 長征8号A Y6  | 運用中 |
| 千帆極軌04組(Qianfan Jigui 04)01～18                                                  | 2025年04月 (予定)        | 極軌道(Polar orbit) |              | 89.0°      |              |                      |      |              | 予定   |
| 出典: NASA, US Space Force, CelesTrak, Orbital Launches of 2024 - Gunter's Space Page |                          |                     |              |            |              |                      |      |              |        |

太原：太原衛星発射センター(Taiyuan Satellite Launch Center)

海南：海南商業航天発射場(Hainan International Commercial Aerospace Launch；HICAL)